# Enrico Noris
Enrico Noris (Verona, 29 agosto 1631 – Roma, 23 febbraio 1704) è stato uno storico e cardinale italiano.

## Biografia

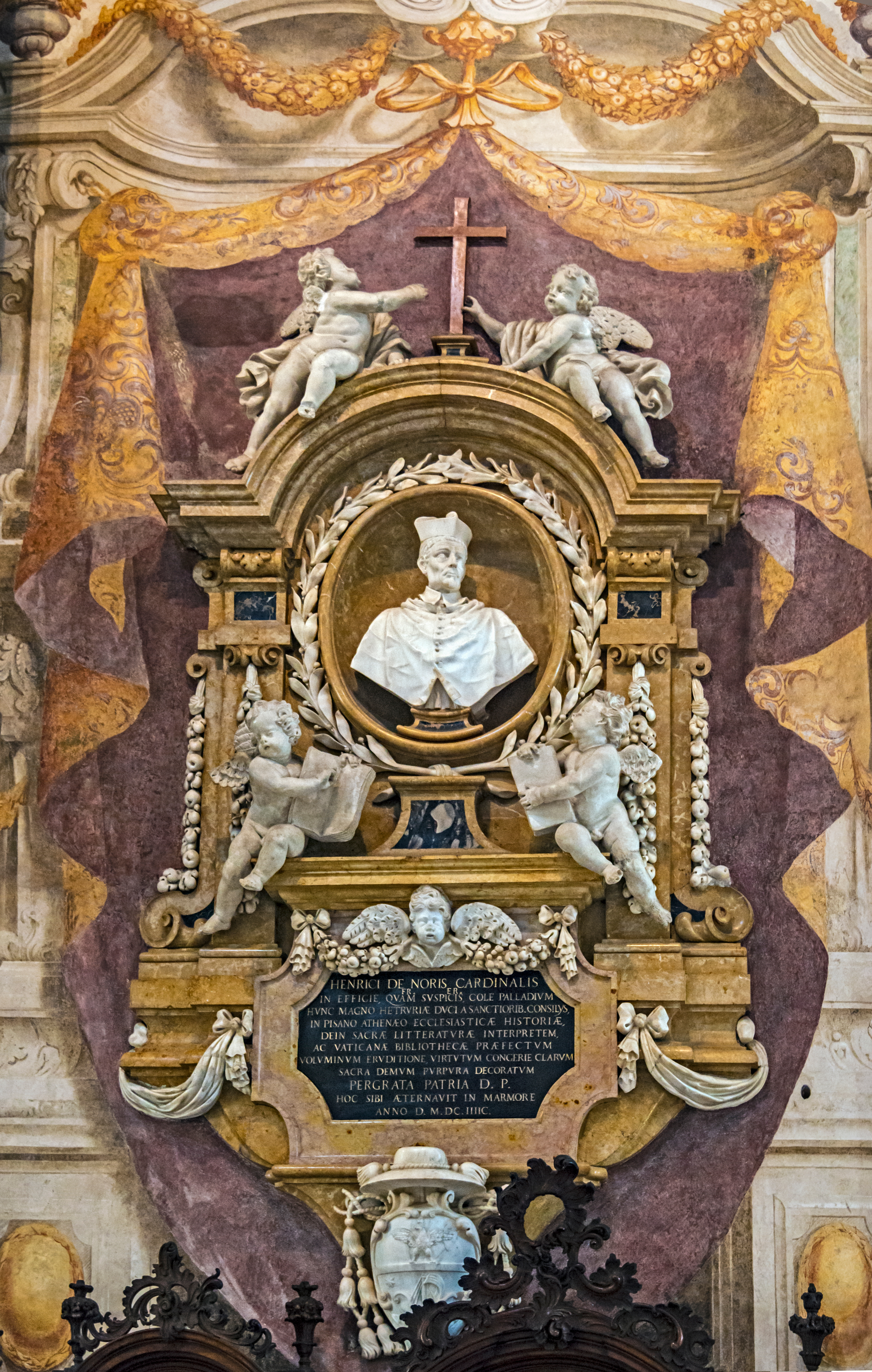
Monumento funebre nella Cattedrale di Verona

Noris nacque a Verona da una famiglia di origine irlandese, e fu battezzato con il nome di Hieronymus (Girolamo), da Alessandro e da Caterina Manzana. All'età di quindici anni fu mandato a studiare al collegio dei gesuiti di Rimini, e in quella città entrò nel noviziato degli Eremitani di Sant'Agostino, OESA, dove prese il nome di Enrico. Il Padre Assistente del suo Ordine in Italia, Celestino Bruni, rimase colpito dall'erudizione del giovane e lo raccomandò all'attenzione del Padre Generale, Fulgenzio Petrelli (1645-1648). Noris fu mandato a studiare teologia presso lo studio generale dell'Ordine di Sant'Agostino a Roma. Visse nella casa del suo Ordine in compagnia di alcuni studiosi di storia secolare ed ecclesiastica, tra i quali il confratello Christian Wulf (Lupus), che esercitò sul giovane Noris una profonda influenza. Insegnò scienze sacre nelle case dell'ordine a Pesaro, Perugia e Padova.
A Padova completò la sua Historia Pelagiana e la Dissertatio de Synodo V oecumenica, due opere che, prima e dopo la sua morte, suscitarono un vespaio di polemiche. Furono stampate a Padova insieme alle Vindiciae Augustinianae nel 1673, dopo essere state approvate da una commissione speciale a Roma. Noris stesso andò a Roma per rendere conto della sua ortodossia davanti alla commissione, e si guadagnò la stima dell'assessore della Congregazione del Sant'Uffizio, mons. Girolamo Casanate.
Papa Clemente X lo nominò qualificatore del Sant'Uffizio, in riconoscimento del suo insegnamento e della sua sana dottrina. Nel 1674, Noris fu nominato teologo di corte del Granduca Cosimo III di Toscana, su raccomandazione di Antonio Magliabechi, il bibliotecario ducale. Cosimo III lo nominò docente di Storia Sacra all'Università di Pisa.
Dopo la pubblicazione delle sue opere, Noris fu accusato di insegnare gli errori di Giansenio e di Baio e la polemica si inasprì a tal punto che nel 1744 le sue opere furono condannate dall'Inquisizione spagnola. Tuttavia la Chiesa respinse sempre queste accuse. In un breve al prefetto dell'Inquisizione spagnola del 31 luglio 1748 papa Benedetto XIV ordinò che il nome di Noris venisse rimosso dalla lista dei libri proibiti, dal momento che le accuse contro di lui non erano mai state provate e che, al contrario, erano state ripetutamente respinte dal Sant'Uffizio e ripudiate dai papi che lo avevano preceduto, che avevano tenuto Noris in grande onore.
Nel 1675 Noris fu ammesso all'Accademia della regina Cristina di Svezia a Roma con il nome di Lucrate Agoretico. Un altro membro era il cardinale Vincenzo Maria Orsini, il futuro Papa Benedetto XIII. Dopo la morte di Cristina nel 1689, fu istituita un'Accademia formale a Roma, l'Accademia dell'Arcadia, di cui Noris fece parte.
Nel 1692 fu nominato primo custode della Biblioteca Vaticana da papa Innocenzo XII. I suoi nemici rinnovarono tuttavia le accuse contro di lui e alcune proposizioni estrapolate dalle Vindiciae furono tacciate di giansenismo. Il Pontefice incaricò allora una commissione teologica di esaminare l'opera, che, nel 1694, fu definitivamente scagionata. Il 12 dicembre 1695 Noris fu nominato Cardinale con il titolo di S. Agostino. Il 6 marzo del 1700 fu nominato Bibliotecario di Santa Romana Chiesa.
Il cardinale Noris partecipò al conclave del 1700 che elesse papa Clemente XI (Albani) il 23 novembre di quell'anno.
Morì a Roma il 23 febbraio 1704, all'età di 72 anni, e fu sepolto nella sua chiesa titolare di Sant'Agostino.

## Opere

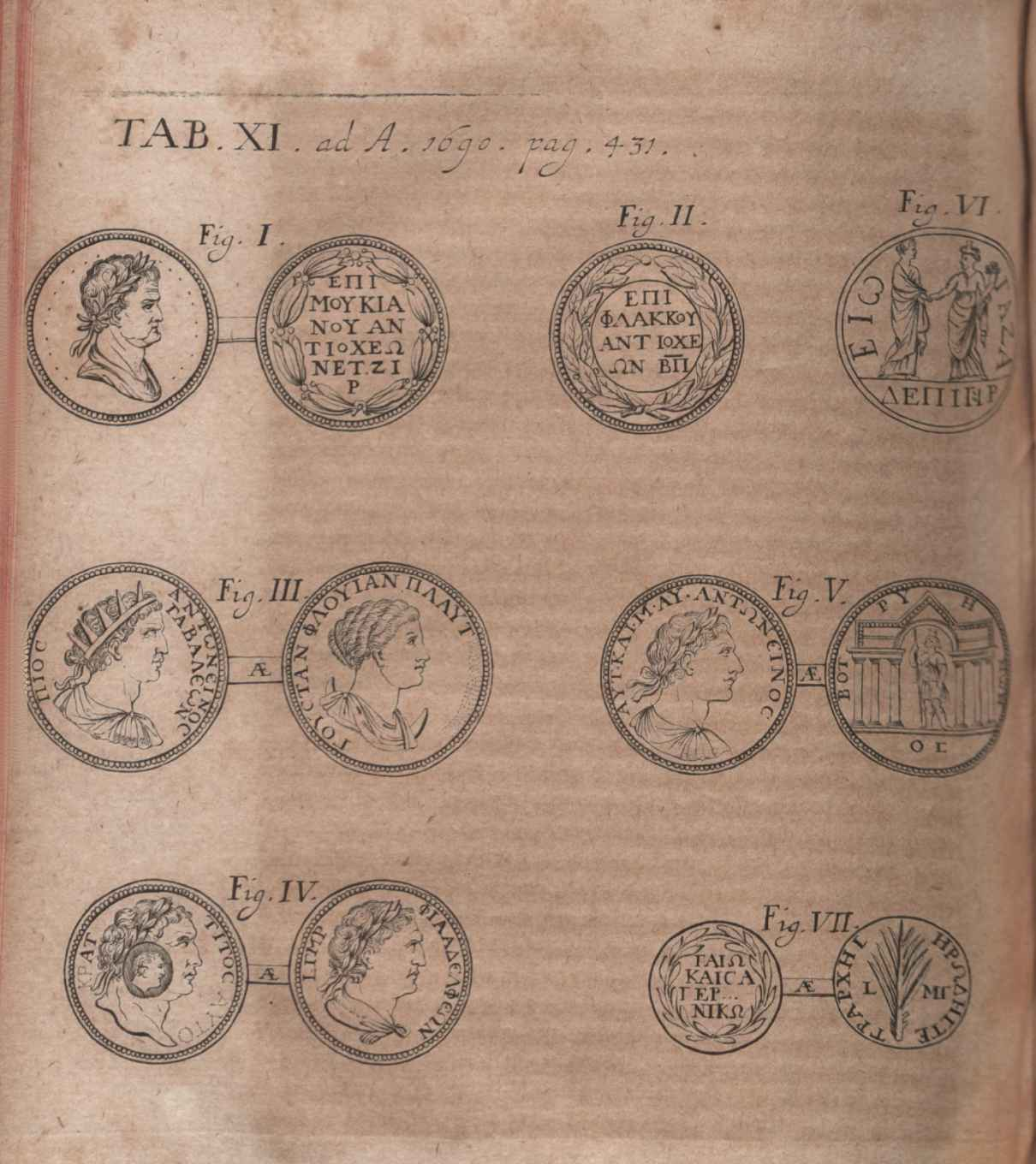
Illustrazione alla recensione dellAnnus et epochae syro-macedonum pubblicata sugli Acta Eruditorum del 1690

Le sue opere, a parte alcuni trattati polemici minori, sono molto apprezzate per l'accuratezza e la precisione della ricerca. Oltre a quelle già nominate, le più importanti sono: Annus et Epochae Syro-Macedonum in Vetustis Urbium Syriae Expositae; Fasti Consulares Anonimi e Manuscripto Bibliothecae Caesareae Deprompti; Historia Controversiae de Uno ex Trinitate Passo; Apologia Monachorum Scythiae; Historia Donatistarum e Schedis Norisianis Excerptae; Istoria delle Investiture delle Dignità Ecclesiastiche. Divenne nota la controversia intellettuale che il Noris intrattene con Francisco Macedo avuta attraverso la pubblicazione di numerosi opuscoli e libelli.

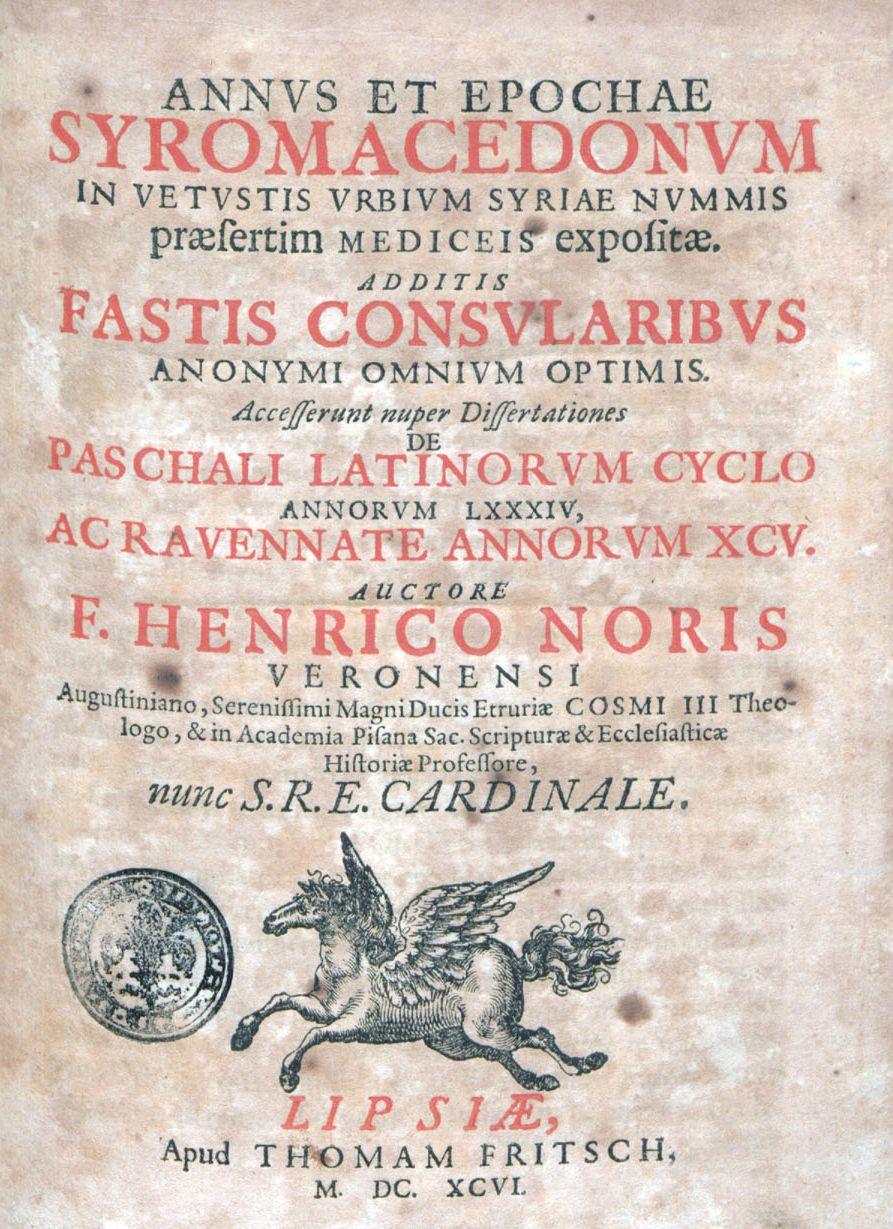
Annus et epochae Syromacedonum, 1696

Le sue opere sono state spesso ristampate: a Padova, 1673-1678, 1708; a Lovanio, 1702; a Bassano, a cura di Giovanni Lorenzo Berti, 1769. L'Opera Omnia del cardinale fu pubblicata in cinque volumi in-folio dai fratelli Ballerini a Verona tra il 1729 e il 1741.
- (LA) Enrico Noris, Historia Pelagiana & dissertatio de Synodo V. Oecumenica in qua Origenis ac Theodori Mopsuesteni Pelagiani erroris auctorum iusta damnatio exponitur, et Aquileiense Schisma describitur. Additis Vindiciis Augustinianis pro libris a. s. doctore contra pelagianos, ac semipelagianos scriptis, Patavii, typis Petri Mariae Frambotti, 1673. URL consultato il 28 settembre 2019.
- (LA) Enrico Noris, Ad Antonium Magliabecum Florentinum V.C. In notas Ioannis Garnerij ad inscriptiones epistolarum synodalium XC. & XCII. inter Augustinianas, Patavii, typis Petri Mariae Frambotti Bibliopolae, 1674. URL consultato il 28 settembre 2019.
- (LA) Enrico Noris, Duplex dissertatio de duobus nummis Diocletiani et Licinii, ex cimelijs sereniss. ac reverendiss. Principis Leopoldi cardinalis Medicei. Cum auctario chronologico de votis decennalibus imperatorum ac Caesarum, Florentiae, Nicol. Navesius, 1675. URL consultato il 28 settembre 2019.
- (LA) Enrico Noris, Annus et epochae Syromacedonum in vetustis urbium Syriae nummis praesertim Mediceis expositae, Florentiae, Typis Sereniss. Magni Ducis propè Conductam, 1689. URL consultato il 28 settembre 2019.
- Enrico Noris, Istoria delle investiture delle dignità ecclesiastiche, Mantova, G.A. Tumarmani, 1741. URL consultato il 28 settembre 2019.